# Liste der Bodendenkmäler in Horn-Bad Meinberg
Die Liste der Bodendenkmäler in Horn-Bad Meinberg führt die Bodendenkmäler der Stadt Horn-Bad Meinberg (Stand: April 2018) auf.
| Bild | Bezeichnung                                                             | Lage                             | Beschreibung | Ortsteil                | Eingetragen seit | Denkmalnummer   |
| ---- | ----------------------------------------------------------------------- | -------------------------------- | --- | ----------------------- | ---------------- | --------------- |
|      | Fünf Grabhügel                                                          | Oelkersberg                      | | Horn                    | 07.12.1987       | B 01.1          |
|      | Grabhügel                                                               | Oelkersberg                      | | Horn                    | 07.12.1987       | B 01.2          |
|      | Hohlwegbündel                                                           | Sandkamp                         | | Horn                    | 17.02.1988       | B 01.4          |
|      | Burgmannshof Bose                                                       | Heerstr./Kirchstr.               | | Horn                    | 17.07.1997       | B 01.5          |
|      | Grabhügel                                                               | Knickenhagen                     | | Horn                    | 16.06.1998       | B 01.6          |
|      | Marktplatz Horn                                                         | Marktplatz Karte                 | | Horn                    | 29.07.2003       | B 01.7          |
|      | Pfarrkirche mit Friedhof                                                | Karte                            | | Horn                    | 11.12.1998       | B 01.8          |
|      | Stadtbefestigung Horn                                                   |                                  | | Horn                    | 16.06.2023       | B 01.11–B 01.14 |
|      | Grabhügel                                                               | Kohlenberg                       | | Bad Meinberg            | 26.08.1997       | B 02.1          |
|      | Drei Grabhügel                                                          | Dicke Hain/Steinheimer Brink     | | Bellenberg              | 11.01.1988       | B 04.1          |
|      | Vier Grabhügel                                                          | Dicke Hain                       | | Bellenberg              | 11.01.1988       | B 04.2          |
|      | Norderteich mit Aalbach, künstlicher Wasserrinne, Wehr und „Braukessel“ |                                  | | Belle                   | 11.10.2022       | B 05.1          |
|      | Grabhügel                                                               | Reckte                           | | Fromhausen              | 07.12.1987       | B 06.1          |
|      | Grabhügel                                                               | Galgenberg                       | | Fromhausen              | 07.12.1987       | B 06.2          |
|      | Grabhügel                                                               | Oben am Bellenberg               | | Heesten                 | 07.12.1987       | B 07.1          |
|      | Grabhügel                                                               | Ziegenberg                       | | Heesten                 | 07.12.1987       | B 07.2          |
|      | Grabhügel                                                               | Hünenburg                        | | Holzhausen-Externsteine | 11.01.1988       | B 08.1          |
|      | christl. Kultstätte/Siedlungsplatz Externsteine                         | Externsteine Karte               | | Holzhausen-Externsteine | 09.02.1993       | B 08.2          |
|      | Grabhügel                                                               | Schliepsteinweg/Bärenstein Karte | | Holzhausen-Externsteine | 16.06.1998       | B 08.3          |
|      | Grabhügel                                                               | Zollstockweg                     | | Kempenfeldrom           | 16.01.1989       | B 09.1          |
|      | Grabhügel                                                               | Feldromer Heide                  | | Kempenfeldrom           | 16.01.1989       | B 09.2          |
|      | Grabhügel                                                               | Der Amtmannsberg                 | | Leopoldstal             | 11.01.1988       | B 10.1          |
|      | Schleifmühle                                                            | Silberbachtal                    | | Leopoldstal             | 15.03.1993       | B 10.2          |
|      | Grabhügel                                                               | Auf den Höpen                    | | Schmedissen             | 07.12.1987       | B 11.1          |
|      | Bielsteinhöhle                                                          | Karte                            | | Veldrom                 | 11.01.1988       | B 13.1          |
|      | Lukenloch                                                               | Bielstein Karte                  | | Veldrom                 | 11.01.1988       | B 13.2          |
|      | Wartturmruine                                                           | Kohlenberg Karte                 | Der Wartturm gehörte wahrscheinlich zur gleichen Anlage wie der noch besser erhaltene Wartturm auf dem Ziegenberg bei Heesten. Das Alter ist unbekannt, letzterer war aber bereits 1697 eine Ruine. Die Turmreste am Kohlenberg wurden Anfang der 1980er Jahre von dem Bad Meinberger Heimatforscher Josef Klinger entdeckt und in den Jahren 1984 sowie 1988/89 durch das Lippische Landesmuseum freigelegt und untersucht. | Wehren                  | 24.07.1991       | B 14.1          |